# Jolien D’hoore

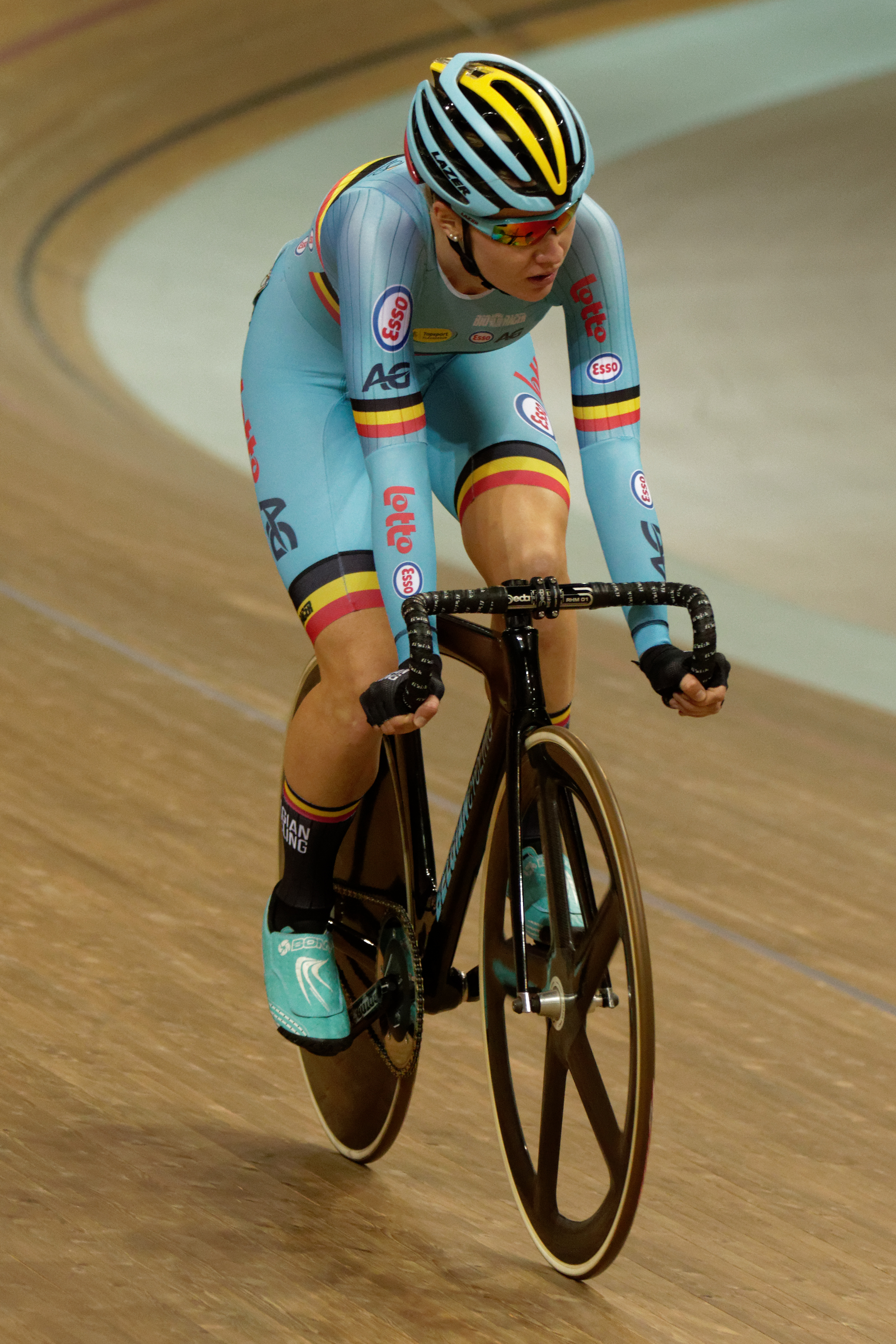
D’hoore bei der Bahn-EM 2016

Jolien D’hoore (* 14. März 1990 in Gent) ist eine ehemalige belgische Radrennfahrerin, die auf Bahn und Straße aktiv war. Die sprintstarke Fahrerin war die erfolgreichste belgische Radsportlerin ab Beginn der 2010er Jahre.

## Sportliche Laufbahn
Im Alter von sechs Jahren begann Jolien D’hoore mit Leichtathletik, mit zwölf wechselte sie zum Radsport. 2005 wurde sie Vize-Meisterin der Juniorinnen im Omnium, im Jahr darauf errang sie drei Junioren-Titel auf der Bahn. 2007 wurde sie erneute dreifache belgische Meisterin auf der Bahn, im 500-Meter-Zeitfahren, im Scratch und im Sprint, in drei weiteren Disziplinen (Keirin, Punktefahren und Einerverfolgung) wurde sie Vize-Meisterin. 2008 errang sie in Kapstadt den Weltmeistertitel der Juniorinnen im Straßenrennen und den nationalen Juniorentitel im Straßenrennen. 2012 belegte sie bei den Olympischen Spielen in London Platz fünf im Omnium.
2012, 2014 und 2015 wurde Jolien D’hoore belgische Meisterin im Straßenrennen.
2016 wurde Jolien D’hoore für die Teilnahme an den Olympischen Spielen in Rio de Janeiro nominiert. Dort errang sie die Bronzemedaille im Omnium. Im Jahr darauf wurde sie in Hongkong gemeinsam mit Lotte Kopecky Weltmeisterin im Zweier-Mannschaftsfahren; der Titel wurde in diesem Jahr erstmals von den Frauen ausgefahren. Zudem errang sie die Bronzemedaille im Scratch.
Bei den UCI-Bahn-Weltmeisterschaften 2019 errang D’hoore die Bronzemedaille im Scratch. Im folgenden März stürzte sie beim Rennen Drentse Acht und brach sich das Schlüsselbein. Im Mai desselben Jahres entschied sie eine Etappe von Emakumeen Bira für sich sowie im Juni zwei Etappen der Women’s Tour. 2020 gewann sie den Klassiker Gent-Wevelgem, 2021 eine Etappe der Healthy Ageing Tour.
Bei den UCI-Bahn-Weltmeisterschaften 2019 errang D’hoore die Bronzemedaille im Scratch. Im folgenden März stürzte sie beim Rennen Drentse Acht und brach sich das Schlüsselbein. Im Mai desselben Jahres entschied sie eine Etappe von Emakumeen Bira für sich sowie im Juni zwei Etappen der Women’s Tour. 2020 gewann sie den Klassiker Gent-Wevelgem, 2021 eine Etappe der Healthy Ageing Tour. Gemeinsam mit Lotte Kopecky startete sie 2021 bei den Olympischen Spielen in Tokio; das Duo musste das Rennen aber nach einem Sturz aufgeben.
Ende der Saison 2021 beendete Jolien D’hoore ihre aktive Radsportlaufbahn, nach dem sie als letztes Rennen die erste Austragung von Paris-Roubaix Femmes bestritten hatte. Sie blieb ohne Platzierung, da sie das Zeitlimit überschritten hatte.

## Berufliches
D’hoore hat ein Studium in Physiotherapie und Rehabilitation absolviert.
Ab 2022 wird sie als Sportdirektorin des Frauenteams NXTG Racing tätig sein.

## Erfolge

### Straße
| 2008 - Junioren-Weltmeisterin – Straßenrennen - Belgische Junioren-Meisterin – Straßenrennen 2012 - Belgische Meisterin – Straßenrennen 2013 - Dwaars door de Westhoek 2014 - Belgische Meisterin – Straßenrennen - zwei Etappen BeNe Ladies Tour - eine Etappe Holland Ladies Tour - Flanders Diamond Tour 2015 - Omloop van het Hageland - Ronde van Drenthe - eine Etappe Energiewacht Tour - Flanders Diamond Tour - eine Etappe Tour of Britain - Belgische Meisterin – Straßenrennen - drei Etappen BeNe Ladies Tour - Open de Suède Vårgårda RR - zwei Etappen Holland Ladies Tour | 2016 - Flanders Diamond Tour - eine Etappe Tour de Feminin – O cenu Českého Švýcarska - Gesamtwertung und drei Etappen BeNe Ladies Tour 2017 - Omloop van het Hageland - Grand Prix de Dottignies - Gesamtwertung und zwei Etappen Tour of Chongming Island - Belgische Meisterin – Straßenrennen - eine Etappe Giro d’Italia Femminile - eine Etappe Ladies Tour of Norway - Prolog und eine Etappe Lotto Belgium Tour - La Madrid Challenge by La Vuelta 2018 - Driedaagse Brugge-De Panne - eine Etappe The Women’s Tour - zwei Etappen Giro d’Italia Femminile 2019 - eine Etappe Emakumeen Bira - zwei Etappen The Women’s Tour 2020 - Gent–Wevelgem 2021 - eine Etappe Healthy Ageing Tour |

### Bahn
| 2006 - Belgische Junioren-Meisterin – Sprint, 500-Meter-Zeitfahren, Scratch 2007 - Belgische Junioren-Meisterin – Sprint, 500-Meter-Zeitfahren, Scratch, Omnium, Mannschaftsverfolgung (mit Elke Vanderhauweraert und Annelies Van Doorslaer) 2008 - Junioren-Weltmeisterschaft – Mannschaftsverfolgung (mit Evelyn Arys und Jessie Daams) - Junioren-Europameisterschaft – Einerverfolgung, Punktefahren, Mannschaftsverfolgung (mit Evelyn Arys und Jessie Daams) - Junioren-Europameisterschaft – Scratch - Belgische Junioren-Meisterin – Sprint, 500-Meter-Zeitfahren, Verfolgung, Teamsprint (mit Kelly Druyts), Mannschaftsverfolgung (mit Kelly Druyts und Evelyn Arys) 2009 - Belgische Meisterin – 500-Meter-Zeitfahren, Teamsprint (mit Kelly Druyts), Mannschaftsverfolgung (mit Jessie Daams und Kelly Druyts) 2010 - U23-Europameisterin – Punktefahren, Mannschaftsverfolgung (mit Jessie Daams und Kelly Druyts) - U23-Europameisterschaft – Punktefahren - Belgische Meisterin – Einerverfolgung, 500-Meter-Zeitfahren, Scratch, Omnium, Teamsprint (mit Kelly Druyts), Mannschaftsverfolgung (mit Kelly Druyts und Jessie Daams) 2012 - Belgische Meisterin – Omnium | 2013 - Europameisterschaft – Omnium 2014 - Europameisterschaft – Omnium - Belgische Meisterin – Omnium 2015 - Belgische Meisterin – Omnium 2015 - Belgische Meisterin – Punktefahren, Scratch, Einerverfolgung, 500-Meter-Zeitfahren 2016 - Olympische Spiele – Omnium - – Zweier-Mannschaftsfahren (mit Lotte Kopecky) - – Punktefahren 2017 - Weltmeisterin – Zweier-Mannschaftsfahren (mit Lotte Kopecky) - Weltmeisterschaft – Scratch - Bahnrad-Weltcup in Pruszków – Zweier-Mannschaftsfahren (mit Lotte Kopecky) 2018 - Europameisterschaft – Scratch 2019 - Weltmeisterschaft – Scratch - Belgische Meisterin – Punktefahren, Scratch, Einerverfolgung |